# 대왕오징어
대왕오징어(大王오징어, 영어: giant squid)는 북대서양, 뉴질랜드, 북태평양 등지에서 발견되는 오징어이다. 학명은 Architeuthis dux(Steenstrup, 1857)이다. Architeuthis는 지배하는 오징어라는 뜻이다. 연체동물문의 두족강, 오징어목, 대왕오징어과에 속한다.
크기는 12m~15m (39ft~50ft), 최대 20m (65ft), 몸무게 1톤의 대형종이며, 약 600~1,500m의 심해에 주로 서식한다. 덩치가 큰 오징어류가 다 그렇듯이 몸에 부력을 얻기 위한 염화 암모늄이 다량 포함되어있어 알싸한 맛이 나기 때문에 식용으로는 이용되지 않는다.
서로 다른 대왕오징어 종의 수는 논의되어 왔지만, 최근 유전자 연구에서 한 종만이 존재한다는 것으로 밝혀졌다.
자연 서식지에 있는 대왕오징어의 첫 번째 사진은 2004년 일본 팀에 의해 촬영되었다.

## 범위와 서식지
대왕오징어는 전 세계의 바다에 널리 퍼져 있다. 일반적으로 북대서양 특히 뉴펀들랜드, 노르웨이, 북부 영국 제도, 스페인, 아조레스 제도와 마데이라의 해양 섬, 남아프리카 주변의 남대서양, 일본 주변의 북태평양, 뉴질랜드와 호주 주변의 남서부 태평양 지역 근처에서 발견된다. 열대 및 극지방의 위도에서는 드물다. 대왕오징어의 수직 분포는 불완전하지만 추적된 표본과 향유고래의 잠수행태로부터 얻은 데이터는 대왕오징어가 300–1,000 미터에 이르는 넓은 범위의 깊이에 걸쳐 있음을 시사한다.

## 행태학 및 해부학
모든 오징어와 마찬가지로 대왕오징어는 mantle(몸통), 8개의 다리, 그리고 더 긴 두 개의 촉수(두족류 중 가장 긴 것으로 알려진 촉수)를 가지고 있다. 다리가 대왕오징어의 몸길이 중 상당 부분을 차지하기 때문에, 대왕오징어는 주 포식자인 향유고래보다 훨씬 가볍다. 과학적으로 기록된 표본의 무게는 수백kg에 달한다.
다리의 안쪽 표면에는 지름 2~5cm의 수백 개의 준구형 빨판이 있다. 빨판의 둘레에는 날카롭고 미세한 톱니 모양의 키틴 고리가 있다. 이 이빨의 구멍과 빨판의 흡인력은 오징어를 먹이에 부착하는 역할을 한다. 대왕오징어를 공격한 향유고래의 머리 위나 근처에서 빨판으로 인한 흉터를 흔히 발견할 수 있다.
각 촉수 곤봉은 손목, 손, 손가락 세 부분으로 나뉜다. 손목에는 6~7줄의 불규칙한 가로줄로 된 컵 모양 돌기가 빽빽하게 모여있다. 손은 손목보다 더 넓고 곤봉 끝부분에 가까이 있으며, 안쪽 두 줄에 큰 흡반이 있다. 모든 촉수와 촉수의 기부는 다른 두족류와 마찬가지로 앵무새처럼 생긴 부리 하나를 둘러싼 원형으로 배열되어 있다.
대왕오징어는 위투막 뒤쪽에 이동에 사용되는 작은 지느러미를 가지고 있다. 다른 두족류와 마찬가지로, 대왕오징어는 제트 추진력으로 움직인다. 즉, 물을 위투막강으로 끌어들여 사이펀을 통해 부드럽고 리듬감 있게 밀어내며 움직이는 것이다. 또한, 외투막강을 확장하여 그 안을 물로 채운 뒤 근육을 수축하여 사이펀을 통해 물을 분사함으로써 빠르게 이동할 수도 있다. 대왕오징어는 외투막강 내부에 있는 두 개의 큰 아가미를 사용하여 호흡한다. 순환계는 닫혀져 있는데, 이는 두족류의 뚜렷한 특징이다. 다른 오징어와 마찬가지로, 대왕오징어 또한 짙은 먹물을 가지고 있다.
대왕오징어는 정교한 신경계와 복잡한 뇌구조를 가지고 있어 과학자들의 많은 관심을 끌고 있다. 또한 대왕오징어를 제외한 모든 생물 중 가장 큰 눈을 가지고 있는데, 눈의 지름은 최소 27cm에 달하고 동공은 9cm이다.(대왕오징어보다 더 큰 눈을 가지고 있는 생물은 멸종된 어룡뿐이다.) 대왕오징어의 큰 눈은 심해에서 드물게 나타나는 생물발광을 포함한 빛을 감지하기에 용이하다. 대왕오징어는 색깔을 볼 수 없지만 미세한 색조 차이를 구분할 수 있는 것으로 추측되며, 이는 심해의 저조도 환경에서 매우 중요한 능력이다.
대왕오징어를 비롯한 일부 대형 오징어 종은 몸 전체에 분포되어 있고 바닷물보다 가벼운 염화암모늄 용액을 통해 바닷물에서 중성 부력을 유지한다. 이는 대부분의 물고기가 사용하는 부유 방식과 다른데, 이러한 부유 방식은 가스가 채워진 부레를 사용한다. 염화암모늄 용액은 짭짤한 감초/살미악 맛과 다소 비슷하여 대왕오징어를 일반인이 섭취하기에는 적합하지 않다.
모든 두족류와 마찬가지로 대왕오징어는 물 속에서 방향과 움직임을 감지하기 위해 평형낭(statocyst)이라는 기관을 사용한다. 대왕오징어의 나이는 평형낭의 주상석(statolith)에 있는 성장연을 통해 측정할 수 있는데, 이는 나무의 나이테를 세어 나이를 측정하는 것과 유사한 방법이다. 대왕오징어의 나이에 대해 알려진 많은 정보는 성장연과 향유고래의 위에서 발견되는 소화되지 않은 이빨을 통해 추정된 수치에 기반한다.

## 크기
대왕오징어는 세계에서 두 번째로 큰 연체동물이며, 현존하는 무척추동물 중 가장 큰 동물 중 하나이다. 대왕오징어보다 큰 것은 남극하트지느러미오징어뿐이며, 외투막 길이가 대왕오징어의 약 두배에 달할 것으로 추정된다. 
대왕오징어의 크기, 특히 전체 길이는 종종 과장됐었다. 20m에 달하거나 20m를 초과하는 개체에 대한 보고가 널리 퍼져 있지만, 이 크기에 근접하는 개체는 기록된 바 없다. 대왕오징어 전문가 Steve O'Shea에 따르면, 두 개의 촉수를 고무줄처럼 크게 늘림으로써 그렇게 긴 길이를 얻을 수 있었을 가능성이 높다.
130개의 표본과 향유고래에게서 발견된 대왕오징어의 이빨을 조사한 결과, 대왕오징어의 mantle(연체동물의 부위 내장 덩어리를 덮고 있는 등 쪽 체벽)은 2.25m를 넘지 않는 것으로 나타났다. 머리와 다리를 포함하고 촉수를 제외하면 대부분 길이가 5m를 넘는다. 사후 이완 상태에서 뒷지느러미에서 두 개의 촉수까지 측정한 최대 총길이는 암컷의 경우 12m 또는 13m, 수컷의 경우 10m로 추산된다.
대왕오징어 암컷의 최대 체중은 275kg, 수컷의 최대 체중은 150kg으로 성적 이형을 보인다.

## 생식주기
대왕오징어의 생식주기에 대해서는 알려진 바가 거의 없다. 생후 3년쯤에 성적으로 성숙하는데 수컷은 암컷보다 작은 크기에서 성숙한다. 암컷은 5kg 이상의 수많은 알을 낳으며, 알의 평균 길이는 0.5~1.4mm, 너비는 0,3~0,7mm이다. 암컷은 외투강 뒤쪽 끝에 중앙 난소가 하나 있고, 한 쌍의 나선형 난관이 있어 성숙한 알은 oviducal gland를 거쳐 nidamental gland로 배출된다.
다른 오징어와 마찬가지로, 이 난관은 젤라틴질 물질을 생성하여 알을 낳은 후 알을 묶어두는 데 사용된다. 수컷은 대부분의 두족류와 마찬가지로 뒤쪽에 있는 단일 고환에서 정자를 생산하고, 이 정자는 정낭을 만드는 복잡한 선 체계로 이동한다. 대왕오징어들은 짝짓기 동안 배출되는 음경에서 끝나는 길쭉한 주머니에 저장된다.
음경은 잡을 수 있는 주머니이며, 길이는 90cm가 넘고 mantle 안쪽에서 뻗어져 나온다.
수컷 대왕오징어의 두 개의 배 쪽 촉수는 6배자낭으로 되어 있어 암컷의 알 수정을 쉽게 할 수 있도록 특수화되어 있다.
정자가 난괴로 어떻게 이동하는지는 많은 논쟁의 여지가 있는데, 논쟁이 일어나는 까닭은 대왕오징어는 다른 많은 두족류에서 생식에 사용되는 hectocotylus가 없이 때문이다.
정자는 spermatangia라고 하는 정자낭을 통해 이동될 수 있으며, 수컷은 이를 암컷의 다리에 주입한다.
호주의 태즈메니아 주에서 발견된 암컷 표본은 각 촉수의 기부에 작은 보조 덩굴 촉수가 붙어 있는 것을 통해 이를 알 수 있다.

## 생태

### 먹이
최근 연구에서 대왕오징어가 심해 물고기와 다른 오징어 종을 먹는다는 것으로 알려졌다.
대왕오징어는 두 촉수를 사용하여 먹이를 잡고, 끝에 톱니 모양의 빨판으로 먹이를 고정한다. 그러고 나서 대왕오징어는 먹이를 단단한 입으로 가져와서 식도에 닿기 전에 치설로 채 썬다.
대왕오징어는 어망에 개별로만 잡혔기 때문에 고독한 사냥꾼이라고 여겨진다. 뉴질랜드 해역에서 저인망어업에 의해 잡히는 대왕오징어의 대부분은 현지 남방대구어업과 관련이 있지만, 남방대구는 오징어의 먹이에 포함되지 않는다. 이것으로 남방대구와 대왕오징어가 같은 동물을 잡아먹는다는 것을 알 수 있다.
포식자와 동족포식
성체 대왕오징어의 포식자로 알려진 생물은 향유고래, 파일럿고래, 남방잠자리상어, 그리고 일부 지역의 범고래가 있다. 어린 대왕오징어는 다른 대형 심해 포식자의 먹이가 될 수 있다. 향유고래는 대왕오징어를 탐색하는 데에 능숙하기 때문에 과학자들은 대왕오징어를 연구하기 위해 향유고래를 관찰하려고 노력해 왔다. 또한 최근 대왕오징어는 서로 먹이를 훔치는 것으로 추정되는 모습이 발견되었다. 2016년 10월 중순에서 하순, 스페인 갈리시아 해안에 9m의 대왕오징어가 떠밀려 왔다.  이 대왕오징어는 죽기 직전 관광객 Javier Ondicol에 의해 살아있는 모습이 사진으로 찍혔으며, CEPESMA(해양생물보호연구조합)가 사체를 검사한 결과, 다른 대왕오징어에게 공격을 받아 치명상을 입어 지느라미의 일부가 잘리고, 외투와 아가미 하나가 손상되었으며, 눈 하나가 잘린 것으로 나타났다. 대왕오징어의 표본이 온전한 상태로 남아 있는 모습을 보면, 이 대왕오징어는 경쟁자를 피해 얕은 물로 천천히 후퇴하고 결국 죽은 것으로 추정된다.
이 사건은 스페인에서 기록된 아르키테우티스 중 두 번째로, 다른 하나는 비야비시오사에서 발생했다. 태즈메이니아 섬에 서식하는 다른 대왕오징어의 이빨 조각이 포함된 대왕오징어의 위 내용물 또한 이 종이 적어도 가끔씩 동족을 잡아먹는다는 이론을 뒷받침한다. 또는 대왕오징어끼리의 공격은 먹이를 두고 벌이는 경쟁의 결과일 수도 있다.

## 개체 수
과학자들은 대왕오징어의 정확한 개체수를 측정할 수 없었다. 대왕오징어의 포식자인 향유고래 사체의 위에서 발견된 대왕오징어 이빨의 개수를 통해 추정할 수 있다. 이러한 관찰을 바탕으로 향유고래는 매년 430만~1억 3100만마리의 대왕오징어를 소비하는 것으로 추정되며, 이는 대왕오징어의 개체수도 수백만마리에 달한다는 것을 의미한다. 그러나 더욱 정확한 추정치를 찾기는 어렵다.

## 수족관
대왕오징어는 접근하기 힘든 서식지, 몸집, 그리고 특수한 필요성 때문에 수족관에서 사육할 수 없다. 2022년 일본 해안에서 살아있는 표본이 발견되어 사카이시에 위치해 있는 에치젠 마츠시마 수족관으로 이송하려는 시도가 있었다.

## 기타
- 노르웨이어로 '무서운 바다 괴물'이라는 뜻의 크라켄의 실체는 대왕오징어인 것으로 추측된다.
- 대왕오징어와 같은 두족류들은 몸에 산소가 많이 필요한데, 대왕오징어는 심해에 살아서 산소를 얻기가 힘들다. 그래서 대왕오징어는 몸에서 산소를 효율적으로 뽑아 낼 수 있는 혈색소를 가지고 있고, 일반 두족류들보다 신진대사 활동이 느리다.
- 대왕오징어는 긴 세모꼴의 몸통 아래에 눈이 달린 머리 부분이 있다. 농구공만 한 크기의 두 눈은 지름이 30~40cm에 달하는데, 이 크기는 지구상의 동물들의 눈 중에서도 가장 큰 크기이다. 머리 아래에 붙어 있는 열 개의 다리 중 다른 것에 비해 유난히 긴 두 개의 촉완는 사냥이나 교미에 사용된다. 다리들이 모이는 머리 가운데에는 앵무새 부리처럼 생긴 입이 있다.
- 이동할 때는 머리 옆이나 다리 근처에 있는 물을 뿜는 관으로 몸 안의 물을 강하게 배출, 그에 대한 반작용으로 몸이 앞으로 튀어 나가게 된다. 이때 몸을 최대한 길게 늘려 가장 저항이 적은 유선형으로 만들기 때문에 매우 빠른 속도로 이동할 수 있다.
- 대왕오징어는 향유고래나 태평양슬리퍼상어의 먹이가 되기도 한다. 향유고래에게 잡혔는데 향유고래가 다시 물 위로 올라가는 상황을 틈타 위기에서 벗어나는 일도 있다고 한다.
- 대왕오징어는 현존하는 모든 무척추동물 중에서 두 번째로 큰 연체동물이다.
- 대왕오징어의 뇌는 도넛 모양으로 가운데 식도가 지나는 모양이다. 따라서 너무 큰 먹이를 삼키면 뇌에 손상이 생길 수 있다.

## 같이 보기
- 남극하트지느러미오징어
- 아메리카대왕오징어